# Protarchus testatorius
Protarchus testatorius är en stekelart som först beskrevs av Carl Peter Thunberg 1822.  Protarchus testatorius ingår i släktet Protarchus och familjen brokparasitsteklar. Arten är reproducerande i Sverige. Inga underarter finns listade i Catalogue of Life.